# Canicule de 2007 aux États-Unis
La canicule de 2007 aux États-Unis est un évènement climatique extrême qui touche plusieurs régions des États-Unis entre le mois de juin et le mois d'août de l'année 2007. Caractérisée par deux vagues de chaleur distinctes, elle touche en premier lieu la côte occidentale du pays, avant de s'étendre aux plaines du Midwest ultérieurement.
Des températures oscillant entre 40 °C (Memphis) et 47 °C (Las Vegas) sont enregistrées, causant la mort de plusieurs dizaines de personnes de part et d'autre du pays.

## Déroulement du phénomène
La canicule de 2007 affecte les États-Unis dès la fin du mois de juin. Une première vague de chaleur s'abat sur les régions occidentales du pays à partir du 25 juin, des températures frôlant ou dépassant les 40 °C étant relevées localement dans le Montana, l'État de Washington, l'Arizona, le Nevada et la Californie. Au cours des jours suivants, le phénomène s'accentue et des valeurs records sont relevées dans le sud du Nevada et l'ouest de l'Arizona. Le 5 juillet, 43 °C sont enregistrés à Reno, battant ainsi le précédent record de 1970, tandis que 47 °C sont relevés à Las Vegas. Un pic de chaleur est relevé à Baker, en Californie, où le mercure grimpe jusqu'à 51 °C.
À Las Vegas comme dans plusieurs autres villes de la région, l'utilisation intensive de climatiseurs provoque une série de surtensions sur le réseau électrique, privant ainsi des quartiers entiers d'alimentation. À Reno, l'armée du salut ouvre un abri d'urgence pour les personnes ne disposant pas de climatiseurs. Un enfant de un an retrouvé mort dans une voiture à Orofino, dans l'État de l'Idaho, est l'une des premières victimes de la canicule à être recensée.
La sécheresse et les températures extrêmes sont à l'origine de plusieurs départs de feux. Dans l'Utah, 1150 km2 de végétation sont ravagés par les flammes, forçant les autorités à faire évacuer certains logements et à interdire l'accès aux autoroutes I-15 et I-70. Trois personnes décèdent à la suite du sinistre.
Après une période de répit relatif, une nouvelle vague de chaleur touche le pays à partir du 9 juillet, atteignant cette fois les plaines du Midwest, le sud et une partie de la côte orientale du pays. Des états comme le Tennessee, le Missouri sont particulièrement touchés par le phénomène, des températures avoisinant les 40 °C étant relevées dans plusieurs localités. Le 11 juillet, on relève  37,7 °C dans certaines localités du New Jersey. Afin de limiter les accidents, la municipalité de New York décida d'ouvrir près de 300 centres d'urgences climatisés.
Le 16 août, les autorités du Tennessee annoncent un bilan de neuf morts, tandis que le département de la santé du Missouri évoque sept victimes. Dans l'Illinois, huit personnes décèdent des suites de cette vague de chaleur.